# Hemipodus olivieri
Hemipodus olivieri är en ringmaskart som beskrevs av Orensanz och Gianuca 1974. Hemipodus olivieri ingår i släktet Hemipodus och familjen Glyceridae. Inga underarter finns listade i Catalogue of Life.